# 公費留考
公費留考，又稱官費留考，是『教育部公費留學』的簡稱。在中國，從清朝起公費留學是政府作為學習外國文化的一個國家策略，從此不斷有規劃政府經費支持學生出國求學，以便日後回國，提升國內技術及知識。從過去100年間影響中國現代化進程的大事觀之，「留學」處在一個很靠前的位置上，一部留學史實際上是中國社會變革、時局演化的投影，並由此影響科學、文化的發展和社會進步。因此，公費留考錄取者們可說是肩負著振興國家的重責大任。在台灣，中華民國政府遷台以後繼續維持這種制度，持續獎勵優秀學生出國留學。以下就公費留考制度的起源與演變做個介紹：

## 歷史緣起
1870年，容閎向清政府倡議派幼童前往泰西肄業之計劃，獲其好友丁日昌贊同，並且得到曾國藩、李鴻章支持，於是清政府成立「幼童出洋肄業局」。
中國規模化的出國留學始自清同治十一年(1872年)的幼童官費留美。公費送幼童赴美留學，是由容閎向李鴻章、曾國藩所倡議的。曾國藩與李鴻章的「奏選派幼童赴美肄業辦理章程折」對此說得很明白：「使西人擅長之技，中國皆能諳悉。」 -- 把學生引導到事先預設的一些專業化道路上去。自1872年到1875年間，中國清政府陸續送120位幼童至美國。這些留美幼童可以說是最早的公費留學生，他們在美國的表現很優異，回國後在各領域也都有傑出的貢獻。例如中國鐵路之父詹天佑，中國第一位總理唐紹儀，清華大學第一位校長唐國安，北洋大學校長蔡紹基。此外也有的人提槍上陣，在抵抗帝國主義的侵略中為國捐軀。

## 清華學堂時期
西元1900年慈禧太后借義和團勢力，向各國宣戰，最後引發由英、美、日、俄、法、德、奧、意的八國聯軍之役。八國聯軍最後攻佔埋紫禁城，慈禧太后挾光緒帝逃亡，史稱「庚子拳變」。清政府最後於一九○一年九月七日，由慶親王奕劻與李鴻章代表，與十一國駐華公使簽訂《辛丑條約》，八國聯軍於是退兵《辛丑條約》其中一項要向列強賠償四億五千萬兩。因為戰爭爆發於一九○○年，即庚子年，故該項賠款被稱為「庚子賠款」。美國當時不計利息也分得三千二百萬白銀，當年清政府駐美國公使梁誠，認為賠款過多，於是多次與美國交涉，希望可以減收賠款。基於長遠的國家利益，旨欲培養中國人對美國的好感，美國國會終於在1908年通過，答應退還《辛丑條約》中超收的「庚子賠款」，用以資助中國學生留學美國，直至賠款完全退清。金額超過一千一百萬美元。清政府於1909年成立游美學務處，於北京西郊清華園興建游美肄業館，1910年12月改名為清華學堂，亦即日後的清華大學，作為當時留美預備學校。
自1909年派出首批庚款生到1929年清華留美務備部結束為止，清華先後派出的庚款生共計有1099人。 對於當時這些利用庚款的留學生們來說，用庚子賠款留學，卻是別有一番滋味在心頭。這批背負國恥的留學生，一方面珍惜機會，遠赴美國留學，另一方面，他們時時刻刻也不忘記自己留學學費的由來，要學好自己，以救國為己任。
清華學校留學教育在造就了一批自然科學人才的同時，還造就了一大批社會科學方面的學術帶頭人，這是中國自開辦留學以來迄今100多年間，社會科學方面唯一的一次大規模收穫。清華學校學生所入學校及所習學科由清華校長與各學生接洽選定後，學生不得擅自更改。由於有這些措施的保障，清華留美生大都學有所成，從而造就了中國自然科學和社會科學的一大批學科創始人或奠基者。就物理學科而言，清華留美生學成歸國成為著名學者及各物理學機構創始人的有梅貽琦、薩本棟、胡剛複、陳茂康、周銘、桂質廷、溫毓慶、裘維裕、葉企孫、楊肇、朱物華、顧靜徽、王守競、周培源、任之恭、周同慶等。

## 庚款留學考選
1929年清華大學最後一班舊制生畢業赴美後，清華大學改變方針，停派低層次留學生，計畫以後選派少數畢業研究生出國深造，並希望藉此節餘一筆經費，用於發展高等教育，提高國內高等教育程度。然而當時國內大學畢業生逐年增加，繼續深造的願望在國內難以得到滿足，無形中給教育當局增加了壓力。在這種形勢下，1933年，教育部令清華大學繼續考選留學生。清華留美考試（也稱庚款留學考試）一改過去那種漫無目的和計畫的狀況，對每一學生留學計畫的各個環節都做了仔細安排。從這項留學計畫的整體安排，可以明顯看到該計畫的主持人對整個中國科學事業發展的一種精心設計。考選科目的產生是一種集思廣益的結果，先由清華大學各學院院長徵集各系專家意見提出建議，然後由校務會議對各院的建議進行討論和歸納，擬出選派計畫，最終報評議會審議通過。每次考試還組織一個9人考試委員會，由清華大學校長梅貽琦任主席。在全國範圍內選聘各科專家擔任命題閱卷員，以保證考選的水準和公正性。考前將「國立清華大學考選留美公費生規程」發到全國，詳示考選人數、學門、應考資格、考試科目、地點、時期及報名手續。這一整套程式，使中美庚款留學考試在有計劃地進行學科基礎建設和學科帶頭人的培養方面取得了十分罕見的成就。
庚款考試側重於頂尖的學科建設與學術人才的培養，每屆考試中一個學門往往只能取一個人。庚款留學考選偏重於應用科學、工程和專門技術，這些科目占總科目的2/3，這也是當時的國家局勢使然。在中美庚款留學計畫初擬時，薩本棟曾給計畫主持者敲了警鐘，指出考選的許多科目，如應用光學、儀器及真空管製造、兵工、飛機製造、硫酸及硝酸製造等，都是極專門的技術，應試的人中對其有特別興趣或已略識門徑者寥寥無幾，許多專門技術在大學或研究機關是學不到的，而公司或工廠絕不肯以秘密示人。因此，應該考慮如何使留學生按既定目標工作，而不至於因志趣不合或學習不易中途改行。這一點確實很重要，也可以說是保證這項留學計畫收到預期效果的關鍵。為此，這項留學計畫採取了制度上的保障措施。 此外，師生情誼和道德力量也是維繫這項計畫的重要因素。從留學生在留學期間給留學計畫的主要主持者和推動者梅貽琦和葉企孫的信中，可以看到，這些學生身上已深深地植入了一種責任感和義務感，使他們奮力推進擬定的計畫，完成肩負的使命。這些學生大多能牢記師長們的囑託,尋找各種機會去專業工廠實習，以求成為「學技兼具」的人才。就物理學門而言，培育出的人才就有黃昆、李國鼎、錢臨照、餘瑞璜、張文裕、周長寧、翁文波、馬仕俊、王大衍、彭桓武、郭永懷、錢偉長、傅承義等人。
綜觀之，如果當時取消留學一途，僅靠國內的力量，在當時的歷史條件下，是難以培養出高級人才的，至少無法持續不斷地生產高級學術人才，也難以做出國際水準的成果。以前中國有成就的科學工作者幾乎都是留學生，就是對前一個結論的證明；而國內重要物理學機構20多年來工作成果的產出狀況，則是對後一結論的肯定。

## 中華民國政府遷台後的公費留學
公費留學制度自國民政府播遷來台後，自民國四十四年再度開始辦理，並且秉持著培養『國家亟需之人才』、『國內無法培育或難以培育之人才』、『選送赴特別地區之人才』等三方面的目標來規劃公費留考制度。
最近，除了傳統的公費留學考試制度之外，台灣政府亦推出ㄧ些並存的新留學政策例如『菁英計畫』『千里馬計畫』『專案擴增留學計畫』來鼓勵留學。但仍以正統的『公費留學考試』獎勵期間最長、金額最多、最競爭、也最具有代表性。

## 曾接受公費留學的傑出人士
公費留學所培育出的人才可以說是推動中國乃至於台灣進步現代化的最大力量.這些人才在政府機構以及學術界等扮演領導的角色,多位中國大陸及台灣政府內閣官員首長院士皆為公費留考錄取人.ㄧ些範例人物有:
- 胡適 (前台灣中央研究院院長，公費赴美國康乃爾大學與紐約市哥倫比亞大學)
- 薩本棟 (物理學家，前廈門大學校長，其子薩支唐C.T. Sah為CMOS電晶體發明人)
- 楊振寧 (諾貝爾物理獎得主，1945年公費留考赴美國芝加哥大學攻讀物理博士，其父楊武之亦為公費留考赴美國，目前為中華人民共和國國民)
- 李國鼎 (前台灣總統府資政，“台灣科技教父”，公費赴英國劍橋大學—Cavendish Laboratory，師從諾貝爾獎得主Rutherford)
- 錢學森 (中國“航天之父”和“火箭之王”，中國科學院院士，美國噴射推進實驗室JPL開創者之ㄧ，上海交通大學畢業後公費赴美國就讀加州理工學院Caltech)
- 賴英照 (台灣大法官，前司法院長，公費赴美國哈佛大學深造法律)
- 陳建仁 (前台灣副總統，中研院院士，國科會主委，公費赴美國約翰霍普金斯大學深造流行病學)
- 林清江 (台灣前教育部長，公費赴英國利物浦大學)
- 郭為藩 (台灣前教育部長，公費赴法國巴黎大學與英國倫敦大學)
- 潘文淵 (上海交大畢業後，公費赴美國史丹佛大學深造)
- 吳誠文 (台灣清華大學電機資訊學院院長,講座教授，工研院系統晶片科技中心主任)
- 林永隆 (台灣清華大學研發長,講座教授，公費留考赴美國伊利諾大學香檳分校電機系深造)
- 朱敬一 (台灣中研院院士,公費赴美國密西根大學深造)
- 林明鏘 (台灣大學法律學院教授,公費赴德國海德堡大學深造)

## 教育部海外人才經驗分享及國際連結計畫 (Taiwan Global Professional & Scholar Networking, TaiwanGPS)
臺灣教育部自2015年起，展開教育部海外人才經驗分享與國際連結計畫，用海外優秀學子、學人及專家返臺停留期間舉辦分享會，與國內年輕學子分享海外留學及工作心得與經驗，邀請一連串近年公費留考錄取者進行專題分享，例如：
- 陳冠穎 (成功大學工業設計學系畢業)
- 洪伯勳 (臺灣大學社會學碩士，公費赴荷蘭阿姆斯特丹大學攻讀文化分析博士學位)[1]
- 朱柏寧 (國立台灣大學建築與城鄉研究所畢業，公費赴比利時魯汶大學深造建築博士學位)
- 連振廷 (倫敦政經學院財務金融系與經濟系畢業，公費赴美國伊利諾大學香檳分校深造財務金融博士學位)[2]
- 江孟芝 (台灣師範大學美術系畢業，公費赴美國紐約視覺藝術學院深造電腦藝術)
- 林冠廷 (莫斯科柴可夫斯基音樂學院鋼琴演奏博士，現繼續攻讀室內樂演奏博士學位)
- 杜明哲 (中山醫學大學牙醫學系畢業, 畢業後前往紐約帕森設計學校（Parsons School of Design）攻讀設計與科技藝術創作碩士)[3]
- 鄭名揚 (國立臺灣師範大學體育學碩士班畢業後, 公費留學於德國比勒費爾德大學 (Bielefeld University) 攻讀心理與運動科學系博士學位)[4]